# Église Saint-Golven de Taupont
L'église Saint-Golven est une église catholique située à Taupont, en France,. Elle est dédiée à Goulven de Léon, évêque de Saint-Pol-de-Léon au VIIe siècle.

## Localisation

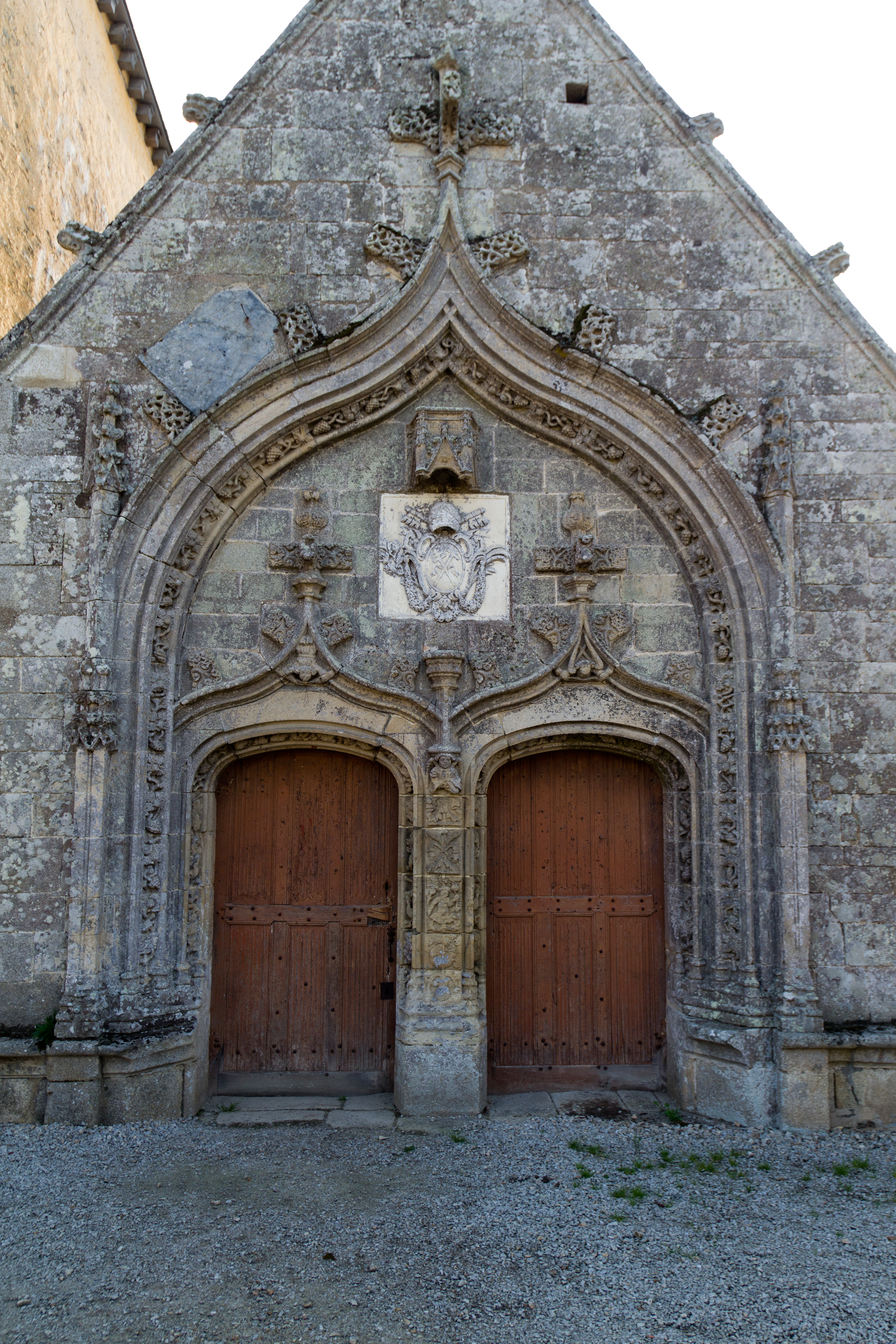
Portail de l'église

L'église est située dans le département français du Morbihan, sur la commune de Taupont.

## Historique
L'édifice est classé au titre des monuments historiques en 1990.